# Dawit Gabaidse
Dawit Gabaidse (georgisch დავით გაბაიძე; * 10. August 1980 in Chulo, Georgische SSR, UdSSR) ist ein georgischer Politiker, der am 28. November 2016 zum Vorsitzenden des Obersten Rates der Autonomen Republik Adscharien gewählt wurde. Seit 2015 ist er Experte in der Versammlung der Regionen Europas.

## Leben
Im Jahr 2002 absolvierte D. Gabaidze Jura an der Staatlichen Shota-Rustaweli-Universität Batumi. Er ist Doktorand der juristischen Fakultät an der Grigol Robakidze Universität.
Im Zeitraum von 2004 bis 2005 absolvierte er eine Qualifikationsprüfung mit einer allgemeinen Spezialisierung für Rechtsanwälte. 2013 erwarb er die Richterqualifikation mit dem Schwerpunkt in Zivil- und Verwaltungsrecht. Er veröffentlichte wissenschaftliche Arbeiten.
Seit 2002 bis heute ist er in der Lehrtätigkeit engagiert. Er leitet Seminare in „Verwaltungs- und Verwaltungsprozessrecht“ an der Staatlichen Schota-Rustaweli-Universität Batumi, an der Obersten Finanzschule Batumi, sowie an der Filiale von Grigol Robaqidze Universität Batumi. 2002–2004 war er Mitglied des Stadtbezirksrats in Chulo. Seit 2005 ist er Gründer und Mitglied des georgischen Rechtsanwaltsvereins. Von 2005 bis 2012 übte er die Tätigkeit des Rechtsanwalts aus.
2005–2006 leitete er die juristische Abteilung der juristischen Person des öffentlichen Rechts „Strandparks Batumi“. 2006 setzte er seine Tätigkeit im Ministerium für Finanzen und Ökonomie der Autonomen Republik Adscharien fort. 2011–2012 war er Koordinator der juristischen Klinik der Staatlichen Schota-Rustaweli-Universität Batumi.
2011–2012 war er der Schiedsrichter des „ständigen Schiedsgerichtes Batumi“ GmbH, 2012 übte er die Tätigkeit als Mediator bei der Industrie- und Handelskammer der Autonomen Republik Adscharien aus.
Gabaidse war 2013–2014 stellvertretender Leiter der juristischen Abteilung der Regierungsadministration von Autonomen Republik Adscharien. 2014–2016 leitete er dort die Abteilung für juristische Fragen und die Personalabteilung. 2016–2017 war er Mitglied der staatlichen Verfassungskommission.
Seit 2015 ist Gabaidse Experte für die Versammlung der Regionen Europas ERA.
2016 wurde er zum Vorsitzenden des Obersten Rates der Autonomen Republik Adscharien gewählt, 2020 wurde er im Amt bestätigt.
| Personendaten    | Personendaten                                                                            |
| ---------------- | ---------------------------------------------------------------------------------------- |
| NAME             | Gabaidse, Dawit                                                                          |
| ALTERNATIVNAMEN  | დავით გაბაიძე (georgisch)                                                                |
| KURZBESCHREIBUNG | georgischer Politiker, Vorsitzender des Obersten Rates der Autonomen Republik Adscharien |
| GEBURTSDATUM     | 10. August 1980                                                                          |
| GEBURTSORT       | Chulo, Georgien                                                                          |